# 尖头青竹
尖头青竹（学名：Phyllostachys acuta）为禾本科刚竹属下的一个种。